# شیهو توماری
شیهو توماری (انگلیسی: Shiho Tomari؛ زادهٔ ۲۶ مارس ۱۹۹۰) بازیکن فوتبال اهل ژاپن است که در تیم ملی فوتبال زنان ژاپن بازی کرده‌است.